# Jean Cuttat
Jean Cuttat, né le 12 août 1916 à Porrentruy et mort le 16 octobre 1992 à La Turballe (Loire-Atlantique), est un écrivain, poète et éditeur suisse.

## Biographie
Fils de pharmacien, frère de l'artiste et poète Pablo Cuttat (plus connu sous le pseudonyme de Tristan Solier), Jean Cuttat passe son enfance à Porrentruy, puis à Saint-Maurice, où, comme de nombreux jeunes catholiques jurassiens, il est placé en internat. Il y passe sa maturité, en section latin-grec. Il obtient une licence de droit à Genève. 
De retour dans le Jura, Jean Cuttat y publie ses premiers livres. Il appartient au milieu de la bourgeoisie locale, très ouverte sur le monde extérieur, et notamment la France.  
En 1942, il fonde avec Pierre-Olivier Walzer les éditions des Portes de France, puis s'établit après la guerre à Paris comme libraire tout en poursuivant son œuvre littéraire qui paraît essentiellement chez Bertil Galland, aux Cahiers de la Renaissance vaudoise, souvent avec un grand décalage par rapport au temps de leur écriture.
De retour au pays, il fonde la troupe théâtrale des Malvoisins et participe avec Alexandre Voisard au combat autonomiste qui mènera finalement à la création du canton du Jura. 
À sa retraite, il repart en Bretagne. Les dernières années de sa vie seront consacrées à la poursuite d'une œuvre de plus en plus formaliste et foisonnante.

## Publications
- Le Sang léger, Éditions des Nouveaux Cahiers, La Chaux-de-Fonds, 1940
- Malin plaisir, LUF, Fribourg, 1941
- Les Chansons du mal au cœur, Éditions des Portes de France, Porrentruy, 1942
- La Corrida, livre-disque, Éditions des Malvoisins, Porrentruy, 1966
- Les Couplets de l'oiseleur, Cahiers de la Renaissance vaudoise, Lausanne, 1967 et 1970
- Les Frères lai, Cahiers de la Renaissance vaudoise, Lausanne, 1967
- Les Poèmes du chantier, Cahiers de la Renaissance vaudoise, Lausanne, 1970
- Bravoure du mirliflore, Cahiers de la Renaissance vaudoise, Lausanne, 1970
- Les Quatre épingles, Cahiers de la Renaissance vaudoise, Lausanne, 1971
- Le Poète flamboyant, Cahiers de la Renaissance vaudoise, Lausanne, 1972

## Distinctions
- Prix Edgar Poe 1943[5] de la Maison de poésie.